# Aurelio Galli
Aurelio Galli (Frascati, 26 de fevereiro de 1866 - Roma, 26 de março de 1929) foi um cardeal italiano da Cúria Romana.

## Biografia
Nasceu em Frascati em 26 de fevereiro de 1866. Foi ordenado sacerdote em 2 de abril de 1889, depois de estudar no seminário romano e na Pontifícia Universidade Gregoriana.
Foi membro da Sagrada Congregação para os Assuntos Eclesiásticos Extraordinários de 1893 a 1899, depois do Secretariado de Letras Latinas de 1899 a 1903, sendo finalmente nomeado Secretário de Letras Latinas e Prelado Doméstico em 5 de agosto de 1903. Foi também cônego da Basílica de São João de Latrão e posteriormente nomeado Protonotário Apostólico, Secretário dos Breves dos Príncipes. Compôs a oração fúnebre por ocasião da morte do Papa Leão XIII e a oratio pro eligendo pontifice nos conclaves de 1914 e 1922.
Foi criado cardeal-diácono com o título de Sant'Angelo in Pescheria no consistório de 20 de dezembro de 1923 pelo Papa Pio XI. Faleceu em 26 de março de 1929, aos 63 anos. Está sepultado na catedral de Frascati.